# A szabadság ötven árnyalata (film)
A szabadság ötven árnyalata (eredeti cím: Fifty Shades Freed) 2018-ban bemutatott amerikai film, amelyet James Foley rendezett. A szürke ötven árnyalata és A sötét ötven árnyalata folytatása
A forgatókönyvet Niall Leonard írta. A producerei Michael De Luca, E. L. James, Dana Brunetti és Marcus Viscidi. A főszerepekben Dakota Johnson, Jamie Dornan, Eric Johnson, Rita Ora, Luke Grimes láthatók. A zeneszerzője Danny Elfman. A film gyártója a Perfect World Pictures, a Michael De Luca Productions és a Trigger Street Productions, forgalmazója az Universal Pictures. Műfaja romantikus film és filmdráma.
Amerikában 2018. február 9-én, Magyarországon 2018. február 8-án mutatták be a mozikban.

## Cselekmény
A szabadság ötven árnyalata (Fifty Shades Freed) a népszerű trilógia harmadik része, amelyben Christian Grey és Anastasia Steele házasságkötésük után próbálják élvezni közös életüket. Boldogságukat azonban beárnyékolja Jack Hyde, Anastasia volt főnöke, aki bosszút forral ellenük. Miközben Christian és Anastasia a fenyegetésekkel szembesülnek, kapcsolatuk új kihívások elé kerül, különösen akkor, amikor Anastasia várandós lesz, ami feszültséget okoz kettejük között. A történet során a párnak meg kell küzdenie múltjuk árnyaival és jelenlegi veszélyekkel, hogy megtalálják a közös jövőhöz vezető utat.

## Szereplők
| Szereplő          | Színész                   | Magyar hang        |
| ----------------- | ------------------------- | ------------------ |
| Anastasia Grey    | Dakota Johnson            | Földes Eszter      |
| Christian Grey    | Jamie Dornan              | Szatory Dávid      |
| Jack Hyde         | Eric Johnson              | Zámbori Soma       |
| Kate Kavanagh     | Eloise Mumford            | Csondor Kata       |
| Mia Grey          | Rita Ora                  | Peller Mariann     |
| Elliot Grey       | Luke Grimes               | Welker Gábor       |
| José              | Victor Rasuk              | Nagy Dániel Viktor |
| Taylor            | Max Martini               | Sarádi Zsolt       |
| Grace Grey        | Marcia Gay Harden         | Kocsis Judit       |
| Jerry Roach       | Bruce Altman              | Fazekas István     |
| Gia Matteo        | Arielle Kebbel            | Bognár Anna        |
| Ros Bailey        | Robinne Lee               | Bertalan Ágnes     |
| Sawyer            | Brant Daugherty           | Szabó Máté         |
| Liz               | Amy Price-Francis         | Zakariás Éva       |
| Boyce Fox         | Tyler Hoechlin            | Makranczi Zalán    |
| Hannah            | Ashleigh LaThrop          | Berkes Boglárka    |
| Mrs. Jones        | Fay Masterson             | Andrádi Zsanett    |
| Clark nyomozó     | Hiro Kanagawa             | Szatmári Attila    |
| Walsh tiszteletes | Paul Duchart              | Haagen Imre        |
| Stephan           | Ben Corns                 | Sörös Miklós       |
| Prescott          | Kirsten Alter             | Nádasi Veronika    |
| Halottkém         | Marci T. House            | Grúber Zita        |
| Dr. Greene        | Catherine Lough Haggquist | Madarász Éva       |
| Troy Wheelan      | John Emmet Tracy          | Seder Gábor        |
| Teddy             | Kai Bokenfohr             | Mayer Maxim        |
| Bírónő            | P. Lynn Johnson           | Menszátor Magdolna |
| Carla May Wilks   | Jennifer Ehle             | Kisfalvi Krisztina |

További magyar hangok: Barabás Kiss Zoltán, Fellegi Lénárd, Hegedüs Miklós, Hirling Judit, Kapácsy Miklós, Kassai Ilona, Kovács Olga, Láng Balázs, Lázár Erika, Pásztor Tibor, Simon Aladár, Suhajda Dániel, Szórádi Erika, Téglás Judit, Turi Bálint